# The Vicar of Wakefield (film 1912)
The Vicar of Wakefield è un cortometraggio muto del 1912 diretto da Frank Powell. È la seconda trasposizione cinematografica per il romanzo di Oliver Goldsmith.

## Produzione
Il film fu prodotto dalla Britannia Films.

## Distribuzione
Distribuito dalla Pathé Pictures International.

## Differenti versioni
Il romanzo di Goldsmith venne portato sullo schermo in diverse versioni:
- The Vicar of Wakefield (1910)
- The Vicar of Wakefield, regia di Frank Powell (1912)
- The Vicar of Wakefield, regia di Frank Wilson (1913)
- The Vicar of Wakefield, regia di John Douglas (1913)
- The Vicar of Wakefield, regia di Fred Paul   (1916)
- The Vicar of Wakefield, regia di Ernest C. Warde (1917)